# Sedum uniflorum
Sedum uniflorum là một loài thực vật có hoa trong họ Crassulaceae. Loài này được Hook. & Arn. miêu tả khoa học đầu tiên năm 1838.